# По ту сторону Фитны
«По ту сторону Фитны» (англ. Beyond Fitna; Иран, 2008) — короткометражный фильм, выпущенный в Иране, как ответ на антиисламский фильм «Фитна». 29 мая 2008 был размещён на сайте НПО «Ислам и Христианство». Картина «По ту сторону Фитны» будет размещена на трёх крупных сайтах, которые специализируются на демонстрации частного видео.

## Цитаты
«Эта лента снималась под контролем многочисленных богословов и профессиональных режиссёров-документалистов».
«Этот фильм об уважении ко всем монотеистическим религиям является реакцией на антиисламскую пропаганду западных экстремистов» — пресс-секретарь НПО «Ислам и Христианство» Мухаммад Карими.